# 신화용
신화용(申和容, 1983년 4월 13일 ~ )은 대한민국의 전직 축구 선수 출신 축구 지도자이다. 현역 시절 포지션은 골키퍼였다. 현재 수원 삼성 블루윙즈의 GK 코치로 재직 중이다.

## 학교
- 포항제철동초등학교
- 포항제철중학교
- 포항제철공업고등학교

## 클럽 경력

### 포항 스틸러스
신화용은 포철동초등학교, 포항제철중학교, 포항제철공업고등학교를 졸업한 후 청주대 2학년 재학 중인 2004년 포항 스틸러스에 입단했다.
입단 초기에는 팀내 주전 골키퍼의 자리를 김병지가 굳게 지키고 있어 출전 기회를 잡지 못하다가, 김병지가 FC 서울로 이적한 뒤인 2006년 3월 12일, 전북 현대와의 시즌 개막전 경기에서 프로 데뷔하였고, 신들린 듯한 선방을 보여주며 팀의 3-1 승리를 이끌었다.
2006년과 2007년에는 정성룡과 팀내 주전 자리를 놓고 경쟁했다. 정규리그와 리그컵 기준으로 2006년에는 신화용이 13경기 21실점, 정성룡이 26경기 27실점을 기록하였고, 2007년에는 신화용이 26경기 24실점, 정성룡이 16경기 18실점을 기록하였다. 포항 스틸러스는 두 선수의 활약에 힘입어 2007년, K리그 우승과 FA컵 준우승을 기록하였다. 이 시즌을 끝으로 정성룡은 성남 일화 천마로 이적하였고, 포항은 울산에서 활약하던 김지혁을 영입하였다. 신화용은 2008시즌, 김지혁에 비해 높은 출장수를 기록하지 못하였으나, 2009년에는 김지혁과의 경쟁에서 우위를 점하며 주전 골키퍼로서의 자리를 굳건히 하였다. 그 결과 2009년 K리그 베스트 11 GK부문에 이름을 올리며 그 해 최우수 골키퍼로 선정되는 영예를 안았고, 팀의 AFC 챔피언스리그 2009 우승에도 기여하였다.
2011시즌에는 29경기 29실점, 2012시즌에는 32경기 33실점이라는 빼어난 기록으로 팀의 성적에 공헌하였다. 2013시즌을 앞두고 2010년에 이어 다시 FA 자격을 취득한 신화용은 포항과의 재계약에 난항을 겪었으나, 끝내 재계약에 성공하며 포항 스틸러스 원클럽맨으로서의 활약을 이어갔다. 특히 3라운드 수원 삼성 블루윙즈와의 경기에는 상대의 17개의 슈팅(유효슈팅 11개)을 무실점으로 막아내며 골키퍼로서는 드물게 라운드 MVP에 선정되기도 하였다. 또한 FA컵 2013에서는 16강전 성남 일화 천마와의 경기에서 승부차기 4-2 승리, 결승전 전북 현대와의 경기에서 승부차기 4-3 승리의 주역이 되며 팀의 대회 2연패를 이끌어, 이운재 이후 5년만에 FA컵 결승전 MVP 골키퍼로 선정되었다. 이후 리그에서도 활약을 이어가, 팀의 같은 해 K리그 클래식 우승을 이끌었고, K리그 최초로 더블 우승을 차지하는 데 큰 공헌을 하였다. 2014 시즌을 앞두고 모기업의 예산 문제와 재정 지원 악화로 인해 재계약에 난항을 겪었지만, 1년 재계약에 합의하며 팀에 잔류하였다.
2015 시즌을 앞두고 역시 1년 재계약을 하였으며, 2015 시즌 K리그 클래식 골키퍼로는 유일하게 전 경기 풀타임 출장의 기록을 세웠다. 38경기에 나서 32실점을 하며 포항의 리그 최소실점을 이끌었으며, 무실점 경기를 무려 17경기나 기록하기도 하였다.
2016 시즌을 앞둔 상황에서 계약이 만료되었지만 주장 황지수와 함께 재계약에 성공하여 2015 시즌에 이어 원클럽맨으로 포항의 골문을 지키게 되었다.

### 수원 삼성 블루윙즈
2017년에는 구단의 포스코 예산 문제 때문에 연봉 삭감을 감수하면서 잔류하려 했으나, 자신이 알지 못하는 에이전트를 통해 구단이 자신의 이적을 추진하고 있다는 소식을 듣고 실망하였으며, 

수원삼성 코치진에 새롭게 합류한 명실상부한 대한민국 GK계의 레전드 이운재가 개인적으로 통화를 하고 적극적인 이적의사 표현에 흔들려결국 13년 간 몸담았던 포항을 떠나 수원 삼성 블루윙즈와 2년 계약을 체결하여 이적하였다.

이적 후 2017년 4월22일 치러진 강원 FC전에서 2 – 1로 승기를 잡고 있던 수원은 후반 추가시간 상대에게 PK를 허용했다. 자칫 비길위기였던 PK를 신화용은 선방하였고 그전 7경기동안 승리하지 못했던 수원에게 극적인 첫승을 만들어냈다.

그 후에도 베테랑 다운 굵직굵직한 선방을 해내며 어김없는 클라스를 보여줬고 수원 팬심을 단 몇경기만에 사로잡았으며 수원의 수호신으로 급부상하였다.

2017년 7월 23일 K리그 통산 300경기를 출전하였고 이를 기념하기 위해 팬들에게 팔찌 3000여개를 선물하였다.

2018 시즌에는 부상이 발목을 잡았다. 어릴때부터 가지고 있던 고질적인 허리 통증을 포함해 무릎과 손목까지 다쳐 부상회복을 위해 몇 경기동안 나오지 못하였다.

하지만 신화용은 부상의 여파 또한 없어보인다. 2018년 5월 16일에는 AFC 아시아 챔피언스리그 빅버드에서 벌어진 16강 2차전 울산 현대전에서 PK선방과 미친듯한 선방쇼를 펼치며 팀의 8강 진출을 이뤄냈다.

2018년 9월 23일 이루어진 전북과의 AFC 아시아 챔피언스리그8강 2차전에서 작년 강원전과 마찬가지로 후반 추가시간에 PK를 내주며 8강에서 탈락 위기였지만 신화용은 이 PK 또한 막아내며 경기를 연장전으로 돌입하게 만들었고

연장전 전,후반이 끝난 후 승부차기에서 또한 2개를 선방해내며 준결승에 올라가는데 가장 큰 공을세웠다.
(신화용은 해당경기에서 선방쇼를 펼치며 포털사이트 검색어 1위까지 오르는 이슈를 만들어냈다.) 

올해 ACL 진출에 16강,8강에서 PK를 연신 막아내며 준결승신화에 가장 큰 공을 세운 신화용 선수이다. PK선방률은 가히 세계최고라 할 수 있다.

그 후, 2018 시즌을 끝으로 수원을 떠났고, 2년 동안 소속팀 없이 재활과 훈련을 하면서 지내다가 결국 현역 은퇴를 선언하였다. 2021년 5월 1일에 열리는 수원과 포항과의 K리그 13라운드 경기에서 합동 은퇴식을 치렀다.

## 지도자 경력
2021년 12월 13일에 안산 그리너스의 GK 코치로 부임하여 지도자의 길을 걷게 되었다.
2023년 1월 31일에 수원 삼성의 U-15 GK 코치로 부임하였다.
2023년 5월 8일 시즌 중 수원의 GK 코치로 부임하였다.

## 플레이 스타일
신화용은 183cm의 키로, 골키퍼로서는 그리 좋은 체격을 가지고 있지 않으며, 이 때문에 공중볼에 약하다고도 한다. 하지만 순발력에서 단연 두각을 나타내고 있으며, 서전트 점프력과 반사신경이 뛰어나다. 

특히 PK 방어율은 명실상부 대한민국에서 가장 최고이며, 골킥 역시 정확하다. 상대의 크로스나 세트피스 상황에서 공을 잡게 되면 빠르고 정확한 킥으로 팀의 역습의 시작점이 되기도 한다.

## 그 외
2012년 11월 22일에 FA컵 우승 메달 40개를 복제하여 구단 프런트에게 나누어 주기도 하였다.
2017년 7월 23일 K리그 통산 300경기를 출전하였고, 이를 기념하기 위해 팬들에게 팔찌 3000 여개를 선물하였다.

## 클럽 경기 출장 기록
| 클럽      | 시즌 | 리그 | 리그 | 리그 | FA컵 | FA컵 | FA컵 | 리그 컵 | 리그 컵 | 리그 컵 | 대륙 대회 | 대륙 대회 | 대륙 대회 | 통산 | 통산 | 통산 |
| 클럽      | 시즌 | 출장 | 실점 | 무실 | 출장 | 실점 | 무실 | 출장    | 실점    | 무실    | 출장      | 실점      | 무실      | 출장 | 실점 | 무실 |
| --------- | ---- | ---- | ---- | ---- | ---- | ---- | ---- | ------- | ------- | ------- | --------- | --------- | --------- | ---- | ---- | ---- |
| 포항      | 2004 | 0    | 0    | 0    | 0    | 0    | 0    | 0       | 0       | 0       | -         | -         | -         | 0    | 0    | 0    |
| 포항      | 2005 | 0    | 0    | 0    | 0    | 0    | 0    | 0       | 0       | 0       | -         | -         | -         | 0    | 0    | 0    |
| 포항      | 2006 | 12   | 19   | 2    | 1    | 1    | 0    | 1       | 2       | 0       | -         | -         | -         | 14   | 22   | 2    |
| 포항      | 2007 | 18   | 18   | 7    | 3    | 3    | 1    | 8       | 7       | 4       | -         | -         | -         | 29   | 28   | 12   |
| 포항      | 2008 | 8    | 9    | 2    | 1    | 0    | 1    | 1       | 0       | 1       | 6         | 7         | 2         | 16   | 16   | 6    |
| 포항      | 2009 | 21   | 20   | 5    | 1    | 0    | 1    | 5       | 6       | 1       | 12        | 9         | 5         | 39   | 35   | 12   |
| 포항      | 2010 | 23   | 38   | 5    | 2    | 3    | 0    | 4       | 5       | 0       | 9         | 10        | 3         | 38   | 56   | 8    |
| 포항      | 2011 | 24   | 25   | 9    | 4    | 5    | 2    | 5       | 4       | 2       | -         | -         | -         | 33   | 34   | 13   |
| 포항      | 2012 | 32   | 33   | 12   | 3    | 3    | 1    | -       | -       | -       | 5         | 4         | 2         | 40   | 40   | 15   |
| 포항      | 2013 | 33   | 31   | 13   | 4    | 5    | 0    | -       | -       | -       | 5         | 3         | 3         | 42   | 39   | 16   |
| 포항      | 2014 | 31   | 29   | 14   | 2    | 2    | 1    | -       | -       | -       | 9         | 7         | 4         | 42   | 38   | 19   |
| 포항      | 2015 | 38   | 32   | 17   | 3    | 4    | 0    | -       | -       | -       | -         | -         | -         | 41   | 36   | 17   |
| 포항      | 2016 | 23   | 31   | 4    | 1    | 2    | 0    | -       | -       | -       | 3         | 1         | 2         | 27   | 34   | 6    |
| 수원 삼성 | 2017 | 33   | 30   | 3    | 0    | 0    | 0    | -       | -       | -       | 5         | 6         | 1         | 0    | 0    | 0    |
| 수원 삼성 | 2018 | 13   | 9    | 4    | 0    | 0    | 0    | -       | -       | -       | 5         | 6         | 1         | 0    | 0    | 0    |
| 통산      | 통산 | 263  | 285  | 90   | 25   | 28   | 7    | 24      | 24      | 8       | 54        | 47        | 22        | 361  | 378  | 126  |

단, '무실'은 무실점 경기의 수를 뜻함. / 2017년 7월 18일 기준

## 수상

### 클럽

#### 포항 스틸러스
- K리그
  - 우승 2회 (2007년. 2013년)
  - 준우승 1회 (2004년)
- FA컵
  - 우승 3회 (2008년, 2012년, 2013년)
  - 준우승 1회 (2007년)
- 리그컵 (대한민국)
  - 피스컵 코리아 우승 1회 (2009년)
- AFC 챔피언스리그
  - 우승 1회 (2009년)
- A3 챔피언스컵 준우승 1회 (2005년)
- FIFA 클럽 월드컵 2009
  - 동메달(3위) 1회 (2009년)

### 개인
- K리그
  - 2009년 K리그 베스트 11 GK 부문 선정
  - 2015년 K리그 클래식 특별상 (전 경기 전 시간 출전, 38경기)
- FA컵
  - 2013년 FA컵 대회 최우수 선수(MVP)